# West Slope (Dakota del Norte)
West Slope es un territorio no organizado ubicado en el condado de Slope en el estado estadounidense de Dakota del Norte. En el Censo de 2010 tenía una población de 16 habitantes y una densidad poblacional de 0,05 personas por km².

## Geografía
West Slope se encuentra ubicado en las coordenadas 46°26′36″N 103°55′56″O / 46.44333, -103.93222. Según la Oficina del Censo de los Estados Unidos, West Slope tiene una superficie total de 329.08 km², de la cual 327.27 km² corresponden a tierra firme y (0.55%) 1.8 km² es agua.

## Demografía
Según el censo de 2010, había 16 personas residiendo en West Slope. La densidad de población era de 0,05 hab./km². De los 16 habitantes, West Slope estaba compuesto por el 100% blancos, el 0% eran afroamericanos, el 0% eran amerindios, el 0% eran asiáticos, el 0% eran isleños del Pacífico, el 0% eran de otras razas y el 0% pertenecían a dos o más razas. Del total de la población el 0% eran hispanos o latinos de cualquier raza.